# Ламберсар (кантон)
Ламберсар (фр. Lambersart) — кантон во Франции, находится в регионе О-де-Франс, департамент Нор, округ Лилль.

## История
Кантон образован в результате реформы 2015 года. В его состав вошли отдельные коммуны упраздненных кантонов Кенуа-сюр-Дёль, Лилль-Уэст и Туркуэн-Нор.

## Состав кантона
В состав кантона входят коммуны (население по данным Национального института статистики за 2017 г.):
- Бусбек (4 831 чел.)
- Вервик-Сюд (5 413 чел.)
- Верленгем (2 460 чел.)
- Кенуа-сюр-Дёль (6 7583 чел.)
- Комин (12 358 чел.)
- Ламберсар (27 649 чел.)
- Ленсель (8 371 чел.)
- Ломпре (2 299 чел.)

## Политика
На президентских выборах 2022 г. жители кантона отдали в 1-м туре Эмманюэлю Макрону 37,1 % голосов против 20,3 % у Марин Ле Пен и 17,3 % у Жана-Люка Меланшона; во 2-м туре в кантоне победил Макрон, получивший 66,4 % голосов. (2017 год. 1 тур: Франсуа Фийон – 26,2 %, Эмманюэль Макрон – 24,9 %, Марин Ле Пен – 19,5 %, Жан-Люк Меланшон – 16,1 %; 2 тур: Макрон – 69,0 %. 2012 год. 1 тур: Николя Саркози — 35,3 %, Франсуа Олланд — 22,7 %, Марин Ле Пен — 16,9 %; 2 тур: Саркози — 58,3 %).
С 2021 года кантон в Совете департамента Нор представляют руководитель компании из города Ламберсар Мари-Лоранс Фошиль (Marie-Laurence Fauchille) (Разные правые) и мэр коммуны Верленгем Жак Уссен (Jacques Houssin) (Республиканцы).
|                | Кандидаты                    | Партия                   | Первый тур | Первый тур     | Второй тур | Второй тур |
| Кол-во голосов | Кандидаты                    | Партия                   | % голосов  | Кол-во голосов | % голосов  |            |
| -------------- | ---------------------------- | ------------------------ | ---------- | -------------- | ---------- | ---------- |
|                | Мари-Лоранс Фошиль Жак Уссен | Разные правые            | 4 466      | 27,23          | 8 598      | 57,70      |
|                | Брижитт Атрюк Оливье Энно    | Правый блок              | 4 226      | 25,76          | 6 303      | 42,30      |
|                | Эмиль Журден Жан Шендлер     | Национальное объединение | 2 821      | 17,20          |            |            |
|                | Октав Дельпьер Сандра Фарело | Европа Экология Зелёные  | 2 743      | 16,72          |            |            |
|                | Валери Катлен Пьер-Ив Пира   | Левый блок               | 2 147      | 13,09          |            |            |

|                | Кандидаты                      | Партия                                    | Первый тур | Первый тур     | Второй тур | Второй тур |
| Кол-во голосов | Кандидаты                      | Партия                                    | % голосов  | Кол-во голосов | % голосов  |            |
| -------------- | ------------------------------ | ----------------------------------------- | ---------- | -------------- | ---------- | ---------- |
|                | Брижитт Атрюк Жак Уссен        | Союз за народное движение (Республиканцы) | 10 800     | 44,64          | 15 373     | 69,54      |
|                | Сесиль Ларок Жан-Франсуа Липка | Национальный фронт                        | 6 823      | 28,20          | 6 734      | 30,46      |
|                | Валери Катлен Эмманюэль Шатлен | Социалистическая партия                   | 4 119      | 17,02          |            |            |
|                | Пьер-Ив Пира Мари-Элен Риго    | Разные левые                              | 2 454      | 10,14          |            |            |